# Eva Görsch
Eva Görsch (* 22. September 1928 als Eva Meister; † 12. Februar 1985 in Berlin) war eine deutsche Kinderbuchautorin und Dramaturgin für das Fernsehen der DDR.

## Leben
Sie war verheiratet mit dem Schriftsteller Horst Görsch, der vor allem Bücher über ausländische Literatur (Bulgarien, China, Korea, Rumänien, Tschechoslowakei, Ungarn) sowie Schulbücher (Deutsch, Heimatkunde) verfasste.
Zusammen mit verschiedenen Illustratoren wie Heinz Behling, Jutta Hellgrewe oder Hildegart Gerbeth verfasste Eva Görsch vor allem Kinderbücher, die Texte manchmal auch in Versform.
Im Nachruf des Neuen Deutschland heißt es: „Mit ihrer Wärme und Herzlichkeit und mit ihren anregenden Ideen war sie der lebensfrohe Mittelpunkt unserer glücklichen, harmonischen Kindheit.“

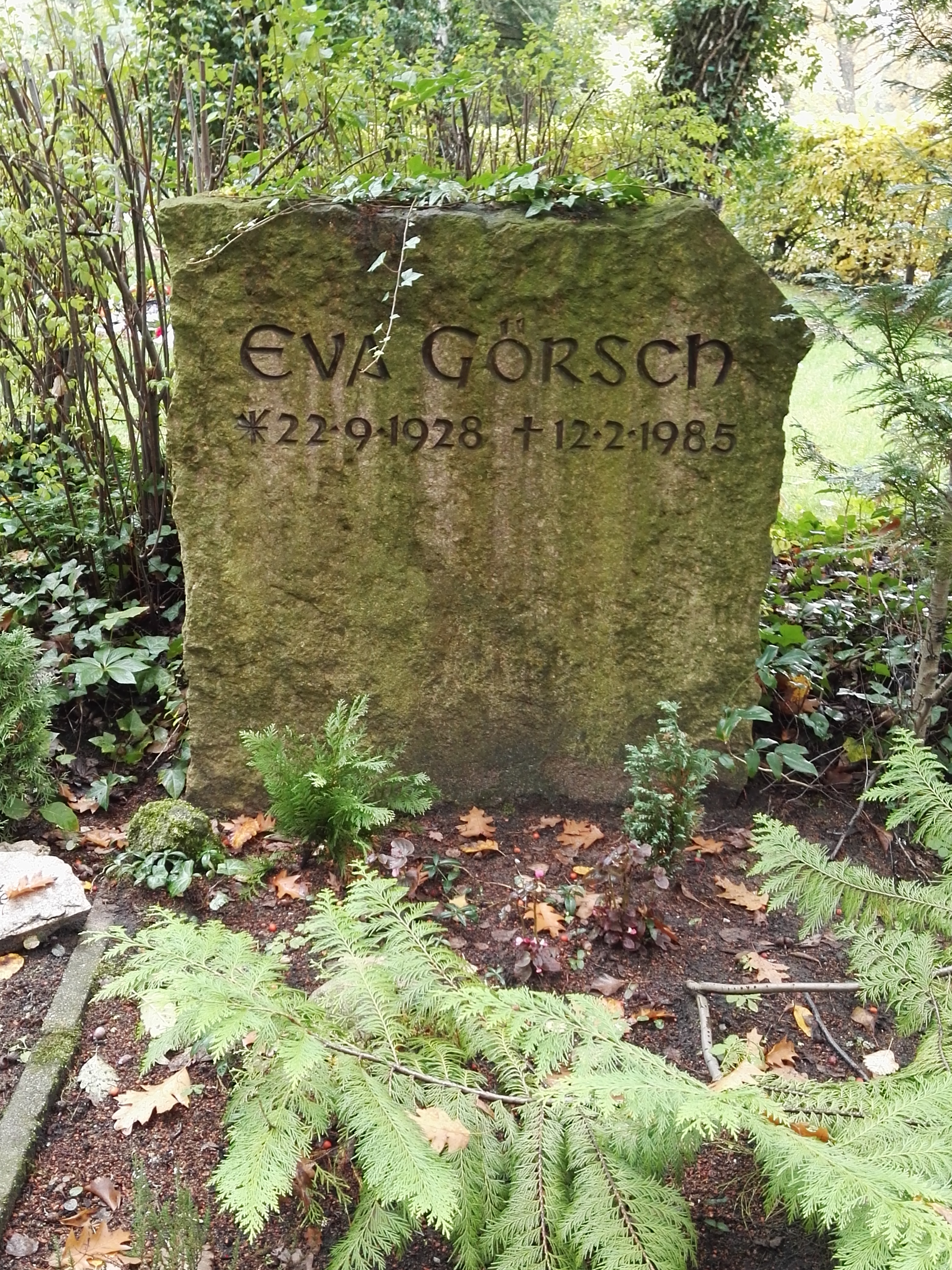
Grabstätte

Sie ist in der Reihe der Künstlergräber auf dem Zentralfriedhof Friedrichsfelde beigesetzt.

## Werke (Auswahl)
– chronologisch –
- 1954: Martin Andersen Nexö – Leben und Werk., zusammen mit Johanna Waligora-Rittinghaus
- 1959 und später: Sie lieferte Texte für die DDR-Kinderfernsehfiguren Herr Fuchs und Frau Elster
- 1966: Regentropfen, zusammen mit ihrem Ehemann Horst Görsch[1]
- 1967: Auf unserem Hofe
- 1967: Affe Koko nach dem Vorbildbuch Unser Affe Koko von Hedwig Lohss; zusammen mit Regine Grube-Heinecke
- 1968: Krickeline, Bilder von Inge Gürzig[1]
- 1968: Eine Stadt wacht auf, zusammen mit Hildegard Gerbeth
- 1969: Im Tierkindergarten[1]
- 1969: Unser Spielplatz[1], zusammen mit Eva Hinze
- 1969: Aus fernen Ländern, zusammen mit Dagmar Schwintowsky[1], unter anderem auch ins Ungarische übersetzt[2]
- 1971: Wenn zwei sich streiten, zusammen mit Heinz Behling[1]
- 1971: Das Kinderfest
- 1973: Die liederliche Susi, zusammen mit Jutta Hellgrewe
- 1975: Nimmersatt im Märchenwald, Märchenspiel für Pittiplatsch und Co.[3]
- 1979: Für das Lied Unser Freund der Buratino wohnt im großen Sowjetland (Komponist Henry Kaufmann) schrieb sie den Text (1979)[4]
- 1979: Käpt'n Brise erzählt: Der Einbrecher – Geschichten aus dem Butzemannhaus (Hörspiel)
- 1982: Woll’n wir tauschen?  Fernsehspiel[5]
- 1982: Der Bärenhäuter – ein Filmdrehbuch nach dem gleichnamigen Märchen der Gebrüder Grimm (1986 Verfilmung abgeschlossen)[6]